# Nils Strandler
Nils Georg Strandler (i riksdagen kallad Strandler i Mjölby), född 14 augusti 1892 i Växjö, död 15 november 1973 i Mjölby, var en svensk folkskollärare och politiker (socialdemokrat).

## Biografi
Strandler avlade folkskollärarexamen i Växjö 1913 och var verksam som folkskollärare i Mjölby 1913-1956. I Mjölbys lokalpolitik var han verksam som ledamot av stadens municipalfullmäktige 1918-1919 och efter kommunalreformen av dess stadsfullmäktige 1920-1965. Han var ledamot av riksdagens första kammare 1953-1960, invald i Östergötlands läns valkrets och var landstingsman i Östergötlands län 1950-1962.